# Down IV – Part I
Down IV - Parte I (informalmente conocido como The Purple EP) es el primer EP de la banda americana de sludge metal Down. Fue lanzado el 18 de septiembre de 2012. Es el primer álbum con el bajista Pat Bruders debido a la salida del ex bajista Rex Brown en 2011, y el último con el guitarrista Kirk Windstein, que se fue en 2013.

## Antecedentes
En enero de 2012, el vocalista Phil Anselmo anunció que la banda ha estado grabando canciones en el estudio desde octubre de 2011. La banda planeaba lanzar una serie de EPs en los próximos años. El 21 de mayo de 2012, Down tocó "Misfortune Teller" por primera vez en North Carolina. El 26 de julio de 2012, otra nueva canción, "Witchtripper", se puso a disposición para su transmisión. Fue lanzada en iTunes el 31 de julio de 2012. La banda reveló que el arte y el título de su primer EP será Down IV Part I - The Purple EP en julio de 2012.

## Letras y estilo
La banda decidió volver a sus raíces y al estilo de escritura que más se destacó en su álbum debut. "Lo estamos escribiendo como lo hicimos en el primero", dijo Pepper Keenan. "Nos reunimos en la sala de improvisación, justo en la cara del otro. Así es como trabajaban muchas de las bandas de rock clásico; improvisando, al estilo Deep Purple."
Gran parte del trabajo se hizo en el granero de Phil Anselmo "Nosferatu's Lair", donde la banda también grabó su segundo álbum, Down II: A Bustle in Your Hedgerow. Influencias como Black Sabbath, Trouble y Witchfinder General jugaron un papel importante en el proceso de composición, con el EP que contiene trazas de doom metal y de rock sureño, dándole una sensación oscura, cruda y ominosa.
Anselmo describió el álbum como:
"Muy despojado. Nada llamativo. Directo al grano... realmente sólo música DOWN. Si te gustó el primer disco, las demos... algo así... Este disco, somos bastante rectos y honestos y estamos a favor del dinero para hacerlo lo más simple y directo posible y creo que lo hicimos. . . Tiene esa vibración de sala de ensayo. No tratamos de hacer una mierda de resbalón y nada más. Fuimos por la ruta más cruda, en cuanto a la aproximación."
Las letras abordan temas que no son sólo experiencias personales, a diferencia de la mayoría de los trabajos anteriores de la banda, explorando temas como la fe y la imperfección de la humanidad y los sistemas de creencias culturales.

## Recepción
El PE fue bien recibido por los críticos. Artistdirect.com y Loudwire ambos le dieron al EP una perfecta calificación de 5 de 5 estrellas. Natalie Zed de About.com le dio al álbum 3.5 estrellas de 5 en su crítica. Ella declaró:

<"Aunque el sonido de este disco es clásico de Down, entregado sin experimentación ni florituras, la forma del álbum es donde la banda se permite la libertad de explorar, y con mucho éxito. El EP de Purple es a la vez extremadamente satisfactorio, pero también deja al oyente hambriento y con ganas de más - un buen equilibrio."

## Rendimiento comercial
Lanzado el 18 de septiembre de 2012, casi 17 años después de su álbum debut NOLA, The Purple EP debut en el Billboard 200 en el número 35, número 15 en la lista de Rock Albums, número 7 en la lista de Independent Albums, y encabezó la lista de Hard Rock Albums toda la semana del 6 de octubre de 2012. El álbum alcanzó el número 57 en el UK Albums Chart.

## Listado de canciones
Todas las letras escritas por Phil Anselmo, toda la música compuesta por Down. 
| N.º | Título | Duración |  |
| 1.  | «Levitation» | 4:58     |  |
| 2.  | «Witchtripper» | 3:49     |  |
| 3.  | «Open Coffins» | 5:43     |  |
| 4.  | «The Curse Is a Lie» | 6:00     |  |
| 5.  | «This Work Is Timeless» | 3:43     |  |
| 6.  | «Misfortune Teller» (The song "Misfortune Teller" ends at minute 7:05. After 1 minute and 30 seconds of silence [7:05 – 8:35], an untitled hidden song starts.) | 9:05     |  |